# Arnold van Gennep

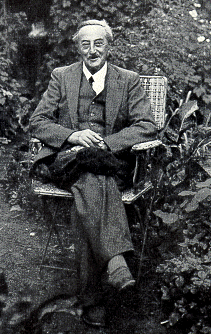
Arnold van Gennep in 1920

Arnold van Gennep (Ludwigsburg, 1873 – Bourg-la-Reine, 1957) was een Franse etnoloog en folklorist die bekendheid verwierf door zijn onafgewerkte studie Manuel de folklore français contemporain, maar vooral door zijn werk betreffende de rites de passages in verschillende culturen. In Frankrijk wordt hij beschouwd als de grondlegger van de folklore als wetenschappelijke discipline.

## Familie
Van Gennep werd geboren als zoon van de Nederlandse Susanna (of: Sanna) Maria Christina van Gennep (1853) en haar eerste, Duitse echtgenoot Carl Alfred Kürr (1841). Hij werd geboren als Arnold Kurr, liet zich in Frankrijk naturaliseren en nam de achternaam van zijn moeder aan.

## Leven en werk
In het begin van zijn carrière, toen hij verbonden was aan het instituut voor oosterse talen, wijdde van Gennep zich aan de studie van niet-Europese culturen. Vanaf 1924, het jaar waarin hij Le Folklore publiceerde, stak hij al zijn energie in het doen aanvaarden van folklore als wetenschappelijke discipline. Hierbij koos hij de populaire Franse folklore als zijn studieterrein.
Zijn voorgangers op dat gebied, met name Paul Sébillot en Pierre Saintyves, hingen een soort evolutionisme aan en beperkten zich tot het verzamelen van wat ze als 'archaïsmen' en overleveringen beschouwden. Van Gennep koos voor een andere benadering. Hij ontwikkelde een naar eigen zeggen 'biologische' methode waarbij hij probeerde de folkloristische feiten in hun dynamiek te vatten en een studie op te zetten over de psychische condities van die gewoonten. Deze door van Gennep ontwikkelde methode gaat uit van onderzoek en directe waarneming van de folkloristische feiten, dus van de nog bestaande en op het terrein observeerbare gewoontes.
In Van Genneps belangrijkste werk Les Rites de Passage (overgangsrituelen) uit 1909, vergelijkt hij op een systematische wijze een aantal rituelen die hij had geobserveerd in verschillende culturen. Hierbij bleek dat rituelen die iemands overgang naar een nieuwe status in de samenleving markeerden uit drie delen bestaan:
1. afscheiding (van Gennep: "préliminaire")
2. overgang (van Gennep: "liminaire")
3. integratie (van Gennep: "postliminaire")

Bij overgang naar de volgende fase onderging de adept een soort symbolische 'rituele dood' en daaropvolgende hergeboorte.

## Secundaire literatuur
- Belmont, Nicole, 1974, Arnold van Gennep, créateur de l'ethnographie française, Parijs, Payot, 1974. (Petite Bibliothèque Payot ; 232)
- Centlivres, Pierre, 1994, « Les tribulations d'un ethnographe en Suisse : Arnold van Gennep à Neuchâtel (1912-1915) », Gradhiva, Parijs, 1994, no 15, p. 89-101.
- Centlivres, Pierre, 2005, « Le rendez-vous manqué : Van Gennep et la première chaire d'ethnologie de Neuchâtel (1912-1915) », in : Cent ans d'ethnographie sur la colline de Saint-Nicolas 1904-2004, Neuchâtel, Musée d'ethnographie, 2005, pp. 139–152
- Gossiaux, Jean-François, 1995, Voorwoord in de heruitgave van Arnold Van Gennep, Traité comparatif des nationalités (1922), Parijs, CTHS, p. VII-XXIV.
- Moricot, Caroline, 1998, « Arnold van Gennep », in : Sociologie - ethnologie : auteurs et textes fondateurs, onder leiding van A. Gras, Parijs, Publ. de la Sorbonne, 1998, p. 223-234.
- (en)  Zumwalt, Rosemary, 1982, « Arnold van Gennep: The Hermit of Bourg-la-Reine », American Anthropologist, 84, p. 299-313, 1982.

- Biblioteca Nacional de España: XX1152716
- Bibliothèque nationale de France: cb11927589x (data)
- Catàleg d'autoritats de noms i títols de Catalunya: 981058521479406706
- CiNii: DA00668191
- Digitale Bibliotheek voor de Nederlandse Letteren: genn005
- Gemeinsame Normdatei: 119252430
- Historisch woordenboek van Zwitserland: 042251
- International Standard Name Identifier: 0000 0001 2144 1444
- Library of Congress Control Number: n50018291
- Bibliotheek van het Japanse parlement: 00440724
- Nationale Bibliotheek van Tsjechië: jn20000605402
- Nationale bibliotheek van Australië: 35118176
- Nationale Bibliotheek van Israël: 987007261509805171
- Nederlandse Thesaurus van Auteursnamen: 068357672
- Istituto Centrale per il Catalogo Unico: RAVV030070
- LIBRIS: 55587
- SNAC: w6wj74tg
- Système universitaire de documentation: 027176185
- Trove: 831748
- Virtual International Authority File: 95162287
- WorldCat: E39PBJdRxDtVcGbFtKMPqPQwmd